# 2015年查塔努加槍擊案
2015年查塔努加槍擊案，是指發生於2015年7月16日，在美國田納西州查塔努加的兩處軍事設施的槍擊案，共造成包括槍手在內的6人死亡，4名是美國海軍陸戰隊隊員，另一人是海軍士官，另有2人受傷。槍手穆罕默德·尤瑟夫·阿卜杜阿齊茲（Muhammad Youssef Abdulazeez）在第二案發現場被擊斃，而本案已朝國內恐怖主義的方向調查。

## 行兇者
24歲的枪手阿卜杜阿齐兹出生於科威特，在一個保守的穆斯林家庭長大。他自小隨家人移居美國，住在田納西州的查塔努加，並归化入籍成為美国公民。2012年，他在查塔努加田納西大學取得工程學學位畢業。
阿卜杜阿齐兹的父親曾經被美國當局列入恐怖主义嫌疑人监控名单，不過後來被剔除。阿卜杜阿齐兹事前未有被當局列為監控對象。

## 經過
7月16日，枪手在查塔努加市一个购物中心边开车，边向位于购物中心的军方徵兵中心开枪，枪手总共开了25到30枪，一名海军陆战队徵兵官员腿部中弹受伤。
枪手接着开车到大约10公里之外海军後備役中心。他开枪扫射，中心内的四名海军陆战队士兵被槍殺。枪击停止后，枪手也已经死亡。另一名中槍的海軍士官延至7月18日不治。